# 2019–2020-as magyar futsalbajnokság (első osztály)
A 2019–2020-as magyar futsalbajnokság a 23. idénye a futsal NB I-nek. A Magyar Labdarúgó-szövetség szervezi és bonyolítja le. A futsal NB I-ben első helyezést elért csapat indulási jogot szerez az UEFA által kiírásra és megrendezésre kerülő, 2020–2021-es UEFA-futsal-bajnokok ligája versenyébe. A bajnokság 9. és 10. helyezettje kiesik a NB2-be. A 2019-2020. évi NB2 osztályú bajnokság két csoportbajnoka feljut a 2020–2021. évi NB1-be. A bajnokság első szakasza a 18 mérkőzéssel járó alapszakasz, ezután a felső, illetve az alsóházi szakasz következik, majd végül az első két csapat 3 nyert mérkőzése után derül ki, hogy ki lesz az aktuális szezon bajnoka. A bajnokság a koronavírus-járvány miatt félbeszakadt, majd május 5-én az MLSZ álláspontja szerint befejezettnek nyilvánította. Nem hirdettek bajnokot, és nem volt kieső, illetve feljutó sem ebben a szezonban. A Bajnokok ligájában résztvevő csapatot később jelöli ki a szövetség.

## Csapatváltozások a 2018–2019-es szezonhoz képest
Kiesett a másodosztályba:
- BME Futsal Club a 2018–2019-as NB I. 10. helyezettje)
- Szigetszentmiklósi Futsal Club nem nevezett a 2019–2020-as futsal NB I-re

Feljutottak az első osztályba:
- Ferencváros (a 2018–2019-as futsal NB II. rájátszás győztese)[2]
- Scoregoal Kecskeméti FC (a Szigetszentmiklósi Futsal Club visszalépése miatt)

### Résztvevők és stadionjaik
| MVFC Berettyóújfalu            | Scoregoal Kecskeméti FC    | FTC-Fisher Klíma       |                         |
| ------------------------------ | -------------------------- | ---------------------- | ----------------------- |
| Pálfi István Rendezvénycsarnok | Messzi István Sportcsarnok | Népligeti Sportcentrum |                         |
| Befogadóképesség: 1350         | Befogadóképesség: 1800     | Befogadóképesség: 1000 |                         |
| Haladás VSE                    | Aramis SE                  | Nyírgyulaj KSE         |                         |
| Savaria Aréna                  | Aramis Sportcsarnok        | Városi Sportcsarnok    |                         |
| Befogadóképesség: 4000         | Befogadóképesség: 250      | Befogadóképesség: ?    |                         |
| Dunaferr DUE Dutrade FC        | Debreceni Egyetemi AC      | Rubeola FC Csömör      | Futsal Veszprém         |
| Dunaújvárosi Sportcsarnok      | Egyetemi Sportcsarnok      | Csömöri Sportcsarnok   | Március 15 Sportcsarnok |
| Befogadóképesség: 1000         | Befogadóképesség: ?        | Befogadóképesség: ?    | Befogadóképesség: ?     |

### Csapatok száma megyénkénti bontásban
| Megye | Megye                  | Csapatok száma | Csapatok                      |
| ----- | ---------------------- | -------------- | ----------------------------- |
|       | Pest                   | 2              | Aramis SE, Rubeola FC         |
|       | Hajdú-Bihar            | 2              | MVFC Berettyóújfalu, Debrecen |
|       | Fejér                  | 1              | Dunaferr                      |
|       | Veszprém               | 1              | Veszprém                      |
|       | Szabolcs-Szatmár-Bereg | 1              | Nyírgyulaj                    |
|       | Bács-Kiskun            | 1              | Scoregoal Kecskeméti FC       |
|       | Vas                    | 1              | Haladás                       |
|       | Budapest (főváros)     | 1              | Ferencváros                   |

## Tabella

### Alapszakasz
| Hely. | Csapat                  | M  | Gy | D | V  | G+ | G– | Gk  | P  | Továbbjutás vagy kiesés |
| ----- | ----------------------- | -- | -- | - | -- | -- | -- | --- | -- | ----------------------- |
| 1.    | MVFC Berettyóújfalu     | 18 | 16 | 2 | 0  | 88 | 47 | +41 | 50 | felsőház                |
| 2.    | Haladás VSE             | 18 | 15 | 1 | 2  | 87 | 32 | +55 | 46 | felsőház                |
| 3.    | Nyírgyulaj KSE          | 18 | 9  | 2 | 7  | 59 | 54 | +5  | 29 | felsőház                |
| 4.    | FTC-Fisher Klíma        | 18 | 8  | 2 | 8  | 68 | 64 | +4  | 26 | felsőház                |
| 5.    | Aramis SE               | 18 | 8  | 1 | 9  | 58 | 67 | −9  | 25 | felsőház                |
| 6.    | Dunaferr DUE Dutrade FC | 18 | 7  | 4 | 7  | 54 | 50 | +4  | 25 | alsóház                 |
| 7.    | DEAC                    | 18 | 6  | 2 | 10 | 46 | 62 | −16 | 20 | alsóház                 |
| 8.    | Veszprém Futsal         | 18 | 4  | 4 | 10 | 43 | 59 | −16 | 16 | alsóház                 |
| 9.    | Rubeola FC              | 18 | 3  | 3 | 12 | 36 | 63 | −27 | 12 | alsóház                 |
| 10.   | SG Kecskemét Futsal     | 18 | 3  | 1 | 14 | 30 | 71 | −41 | 10 | alsóház                 |

### Felsőház
| Hely. | Csapat              | M | Gy | D | V | G+ | G– | Gk | P  | Továbbjutás vagy kiesés |
| ----- | ------------------- | - | -- | - | - | -- | -- | -- | -- | ----------------------- |
| 1.    | MVFC Berettyóújfalu | 4 | 4  | 0 | 0 | 9  | 2  | +7 | 12 | Bajnoki döntő           |
| 2.    | Haladás VSE         | 3 | 2  | 1 | 0 | 4  | 0  | +4 | 7  | Bajnoki döntő           |
| 3.    | FTC-Fisher Klíma    | 4 | 1  | 1 | 2 | 7  | 8  | −1 | 4  |                         |
| 4.    | Nyírgyulaj KSE      | 3 | 0  | 2 | 1 | 0  | 4  | −4 | 2  |                         |
| 5.    | Aramis SE           | 4 | 0  | 0 | 4 | 3  | 9  | −6 | 0  |                         |

### Alsóház
| Hely. | Csapat                  | M | Gy | D | V | G+ | G– | Gk | P | Továbbjutás vagy kiesés |
| ----- | ----------------------- | - | -- | - | - | -- | -- | -- | - | ----------------------- |
| 1.    | Dunaferr DUE Dutrade FC | 3 | 2  | 1 | 0 | 3  | 3  | 0  | 7 |                         |
| 2.    | Futsal Veszprém         | 4 | 1  | 2 | 1 | 4  | 7  | −3 | 5 |                         |
| 3.    | Rubeola FC              | 4 | 1  | 2 | 1 | 8  | 4  | +4 | 5 |                         |
| 4.    | Debreceni Egyetemi AC   | 3 | 1  | 2 | 0 | 2  | 2  | 0  | 5 | NB II.                  |
| 5.    | SG Kecskemét Futsal     | 4 | 0  | 1 | 3 | 4  | 5  | −1 | 1 | NB II.                  |

### Góllövőlista a(z) alapszakaszban/felső-alsóházban (Legjobb 3)[3]
Alapszakasz 18., Felső-alsóház 2. forduló után
| Helyezés | Játékos neve              | Játékos csapata     | Gólok  |
| -------- | ------------------------- | ------------------- | ------ |
| 1.       | Dróth Zoltán              | Haladás VSE         | 25 gól |
| 2.       | Tatai József              | Futsal Veszprém     | 17 gól |
| 3.       | Bognár Bence              | FTC-Fisher Klíma    | 16 gól |
| 3.       | Rábl János                | MVFC Berettyóújfalu | 16 gól |
| 3.       | Sidnei Maurício Fernandes | MVFC Berettyóújfalu | 16 gól |
| 3.       | Siska Gergő               | Nyírgyulaj KSE      | 16 gól |